# Цитуля
Цитуля — село в Україні, в Львівському районі Львівської області. Населення становить 143 особи. Орган місцевого самоврядування - Добросинсько-Магерівська сільська рада.

## Історія
- До 1940 року Цитуля була присілком села Кунин[2].
- Є помічена на військових картах Австро-Угорщини у 19-му столітті.[3]

## Відомі люди
- о. Микола Петрушевич, батько Омеляна Петрушевич — парох села Цитулі Яворівського повіту в 1-й половині XVIII ст..[4]